# Selena
Selena Quintanilla-Pérez (16. dubna 1971, Lake Jackson, Texas, USA – 31. března 1995, Corpus Christi, Texas, USA), známá jen jako Selena, byla americká zpěvačka a podnikatelka hispánského původu, označována za Královnu Tejano hudby. Jako nejmladší z dětí mexickoamerických rodičů vydala své první hudební album již ve dvanácti letech. V roce 1987 se stala zpěvačkou roku na předávání cen Tejano Music Awards a podepsala smlouvu s hudebním vydavatelstvím EMI na několik dalších let. Její sláva dosáhla vrcholu na počátku 90. let, především ve španělsky mluvících zemích. Roku 1992 vydala album Entre a Mi Mundo a po roce koncertní album Selena Live!, za nějž získala cenu Grammy v kategorii Nejlepší výkon mexickoamerického zpěváka.
Ve věku 23 let byla 31. března 1995 zastřelena Yolandou Saldívarovou, prezidentkou svého fanklubu. Po dvou týdnech, 12. dubna, texaský guvernér George W. Bush prohlásil den jejího narození za oficiální Selenin den v Texasu. V roce 1997 společnost Warner Bros. uvedla film Selena s Jennifer Lopez v hlavní roli o jejím životním příběhu. V červnu 2006 bylo otevřeno k její památce muzeum Mirador v texaském městě Corpus Christi a před ním postavena bronzová socha v životní velikosti.

## Počátky kariéry
Narodila se dne 16. dubna 1971 o velikonoční neděli, v Lake Jacksonu v Texasu jako nejmladší ze tří dětí do rodiny Abrahama Quintanilla mladšího a Marcelly Ofelie (za svobodna Samora). Její matka je poloviční Čerokézka a její otec je mexický Američan, který byl před narozením svých dětí hudebníkem. Svých snů se ale vzdal, aby mohl podporovat rodinu. Selena byla vychovávána ve víře Svědků Jehovových. Se zpěvem začala ve věku svých tří let za doprovodu svého otce na kytaru. Když jí bylo devět let, její otec založil hudební skupinu s názvem Selena y Los Dinos, která se skládala z jeho dětí. Zpočátku vystupovali v rodinné restauraci, ale brzy nato zkrachovali. Přestěhovali se do Corpus Christi, kde vystupovali kdekoliv se dalo – na rozích ulic, svatbách, oslavách a veletrzích. V roce 1984 nahrála svou první LP desku pro Freddie Records. Naučila se španělsky, když poslouchala ostatní mluvit. Album se neprodávalo v obchodech, protože nakladatelství nevěřilo, že by zpěvačka mohla prodat desku. Její otec si koupil všechny originální nahrávky.
Selena byla ve škole ostatními dívkami šikanována. Když byla v osmé třídě, její otec ji vytáhl ze školy. Její program vystoupení se začal čím dál tím více plnit a bylo pro ni příliš těžké zůstat na státní škole. Vypracovávala a posílala domácí úkoly ve svém autobuse na turné. Ve věku sedmnácti let získala maturitní diplom z The American School of Correspondence v Chicagu. Také byla přijata na Louisianskou státní univerzitu.
V roce 1985 nahrála svou druhou LP desku s názvem The New Girl in Town. Album se v obchodech neprodávalo kvůli problémům s autorskými právy. Selena se stala hudebním hostem v Johnny Canales Show, kde zpívala "Oh Mama" z jejího druhého LP. V roce 1986 vydala desku s názvem Alpha, jež se stala její první úspěšně vydanou deskou. Pomohlo ji, že ji objevil Rick Trevi, zakladatel Tejano Music Awards. V roce 1987 získala cenu pro nejlepší zpěvačku roku. Stejnou cenu vyhrála i v následujících osmi letech a vydala další dvě LP: And the Winner Is... a Muñequito de Trapo.
Ve věku 23 let byla 31. března 1995 v hotelu v Corpus Christi zavražděna prezidentkou svého fanklubu Yolandou Saldívarovou. Saldívarová se coby správkyně financí fanklubu dopustila rozsáhlých defraudací a namísto toho, aby Seleně předložila požadované vyúčtování, vytáhla pistoli a střelila ji. Smrtelně zraněná Selena ještě dokázala utéci do recepce a jmenovat svoji vražedkyni. Následně se zhroutila. V kritickém stavu byla převezena do nemocnice, kde byla po hodině marných oživovacích pokusů prohlášena za mrtvou.

## Výběr diskografie

### Prvně vydáno
| Rok  | Album                    |
| ---- | ------------------------ |
| 1984 | Mis Primeras Grabaciones |
| 1985 | The New Girl in Town     |
| 1986 | Alpha                    |
| 1987 | And the Winner Is...     |
| 1988 | Preciosa                 |
| 1988 | Dulce Amor               |

### Vydáno EMI Music
| Rok  | Znovu vydáno | Album               |
| ---- | ------------ | ------------------- |
| 1989 | 2001         | Selena              |
| 1990 | 2002         | Ven Conmigo         |
| 1990 | 2002         | Mis Primeros Éxitos |
| 1992 | 2002         | Entre a Mi Mundo    |
| 1993 | 2002         | Selena Live!        |
| 1994 | 2002         | Amor Prohibido      |

### Posmrtně vydáno
| Rok  | Album                                  |
| ---- | -------------------------------------- |
| 1995 | Dreaming of You                        |
| 1996 | Siempre Selena                         |
| 1999 | All My Hits Vol.1                      |
| 2002 | Ones (CD/DVD)                          |
| 2003 | Greatest Hits (CD/DVD)                 |
| 2004 | Momentos Intimos                       |
| 2005 | Selena ¡VIVE!                          |
| 2007 | Through The Years/A Traves de los Anos |

## Herecká filmografie
- Dos mujeres, un camino, televizní seriál (1993) – hrála sama sebe
- Don Juan DeMarco, film (1995) – zpěvačka